# Campylocentrum brachycarpum
Campylocentrum brachycarpum är en orkidéart som beskrevs av Célestin Alfred Cogniaux. Campylocentrum brachycarpum ingår i släktet Campylocentrum och familjen orkidéer. Inga underarter finns listade i Catalogue of Life.